# Super Cars II
Super Cars II est un jeu de voiture en vue de dessus, développé par Magnetic Fields, et édité par Gremlin Graphics Software Ltd.. Le jeu fut disponible sur Amiga et Atari ST. Il marque la suite du jeu Super Cars sorti en 1990.
En 1996, une suite Supercars International pour DOS a été publié par The Hit Squad et était identique à Super Cars II, avec quelques progrès et mise à jour. Ce jeu a sa place dans le retrogaming.

## Système de jeu
Super Cars II propose de vivre des courses automobiles avec des voitures équipées d'armes, allant de simples missiles jusqu'aux missiles guidés, en passant par des mines et de la nitro.
Chaque circuit (au nombre de 8 pour les 3 niveaux de difficultés disponible) est parcouru par 9 autres voitures, également armées, tentant de voler la 1re place au joueur. Il est donc nécessaire d'utiliser ces armes pour détruire les adversaires et se frayer un chemin jusqu'à la tête de la course et conserver la 1re place.
Les circuits sont divers et variés. Bien que les courses ne se déroulent que sur des routes bitumées, celles-ci peuvent comporter des tremplins à passer, des lignes de chemin de fer (sans passage à niveau, c'est au joueur d'attendre la fin du convoi ferroviaire) sans oublier les raccourcis accessibles par des barrières qui s'ouvrent à intervalles réguliers.
Les voitures disposent d'une jauge de vie qui, une fois à 0, annonce la fin de la course pour le joueur. Entre 2 courses, un passage par le garage est obligatoire afin de réparer les éléments défectueux mais également rééquiper la voiture en armement ou tout simplement l'améliorer.
Ces derniers sont les suivants :
- Missile avant : 2 missiles partent ensemble, vers l'avant dans la direction et selon l'angle de la voiture.
- Missile arrière : Idem que les missiles avant mais ces derniers partent vers l'arrière.
- Missile guidé : Ce missile, plus gros que les missiles simples, inflige plus de dégâts et suit la route. Ce missile se place au milieu de la route, il est donc assez facile de les éviter en circulant sur les bords de la piste.
- Missile de contact : Un missile qui tourne pendant 10 secondes autour de la voiture et qui vient détruire tout véhicule s'en approchant.
- Mine : Explose quand une voiture passe dessus. Elles ont une certaine durée de vie, au-delà, elle explose toute seules.
- Armure : Rend le véhicule moins sensible aux dégâts subis.
- Eperons : Placé à l'avant de la voiture, ils viendront détruire plus ou moins la voiture que vous suivez en fonction de son niveau et du nombre de coups que vous donnerez à cette dernière.
- Moteur : Augmente l'accélération et la vitesse maximale.
- Nitro : Projette la voiture violemment vers l'avant et vers le haut. Elle permet de détruire la voiture que le joueur suit s'il est collé à elle. Bien synchronisée, elle permet de sauter par-dessus les trains.

Le moteur du jeu utilisant le bouton accélérer, seules les directions droite et gauche sont nécessaires pour diriger la voiture.
Ainsi, on peut configurer les directions haut et bas pour le choix des armes. Cela limite donc à deux armes par course.
Les équipements « armure », « éperons » et « moteur » disposent de trois niveaux d'améliorations.
Il n'est possible d'acheter que 99 unités de chaque arme.
Avant le passage au garage, il peut arriver qu'un personnage vienne poser des questions au joueur. Il peut être un agent de police, une représentante de la SPA, un directeur d'auto école ou le sponsor du joueur. On évitera de parler de missiles à l'agent de police, on les mettra en avant lors de l'entretien avec le sponsor. Les réponses influent sur le bonus/malus : Argent/Amende, points en plus ou en moins sur le classement.

## Autres éléments de gameplay
Bien qu'il ne soit pas nécessaire de connaître par cœur les courses, cela reste intéressant pour adapter son armement. Le prix des armes influe de course en course. Les connaitre permet d'en acheter beaucoup pour les revendre la fois suivante quand le prix est plus élevé et ainsi bénéficier d'une plus-value.
La caméra étant placé en vue de dessus, les passages sous les ponts se jouent en aveugle. Les mines prennent donc toute leur importance ici. Il est important de bien suivre le tracé de la route. Certaines courses n'ont pas ou peu de murs. Sortir des sentiers battus et essayer de couper revient à la non validation du tour et engendre bien souvent une défaite. Seules les 5 premières places donnent des points au classement final.